# KazMunayGas
KazMunayGas (KMG) é uma companhia petrolífera estatal, sediada em Astana, Cazaquistão. A companhia foi fundada em 2002 pela fusão da CJSC Kazakhoil e da CJSC Oil&Gas Transportation.